# ボーデンフェルデ
ボーデンフェルデ (ドイツ語: Bodenfelde) は、ドイツ連邦共和国ニーダーザクセン州ノルトハイム郡に属すフレッケン（古くから市場開催権など一定の自治権を認められた町、以下、本項では便宜上「町」と記述する）である。州で知られた保養地で、約 20 km2 に 3,016 人が住んでいる。

## 地理

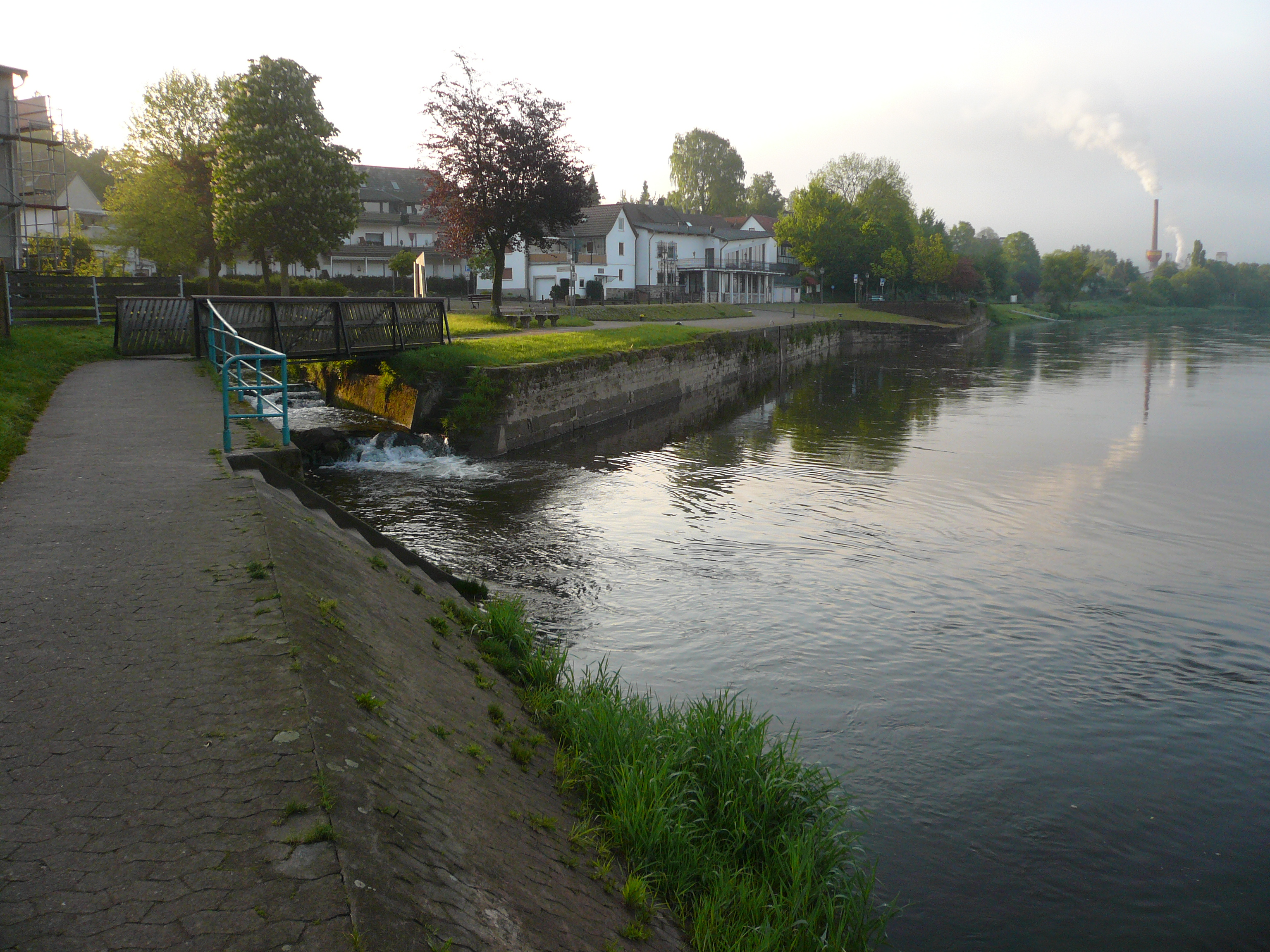
ライハーバッハ川のヴェーザー川への合流部

フレッケン・ボーデンフェルデの中心街はヴェーザー川上流域のゾリング＝フォーグラー自然公園の南端に位置している。この町は北の中低山地ゾリングと南のラインハルトの森との間に位置し、ヴェーザー川の蛇行部の北東に直接面している。町を南北方向に流れてきたライハーバッハ川がこの町でヴェーザー川に合流する。
ボーデンフェルデは海抜 105 m から 145 m までの間、ヴェーザーベルクラントの森の豊かな山地に位置している。西にカールベルク（海抜 224.7 m）、南東にフェルトベルク（海抜 217.4 m）の向こうの北ヘッセンのリッポルツベルクの近郊にキッフィング連山がある。ボーデンフェルデの近くにある最も高い山は、町の北東にあるカルテヴァルテ（海抜 340.7 m）と北にあるヒルマースベルク（361.8 m）である。

### 自治体の構成
- ボーデンフェルデ（中心街）

ボーデンフェルデの北に位置するゾリングのライハーバッハ川沿いに以下の地区がある。
- ニーノーファー
- ポーリアー
- アメリート

ボーデンフェルデの西に位置するヴェーザー川沿いに以下の地区がある。
- ヴァームベック

## 歴史
ボーデンフェルデの詳細に日付が判明している最初の記述は、833年6月8日のルートヴィヒ敬虔帝の文書にある。この文書では、Budinisvelt という名前で記述されている。コルヴァイ修道院の記録集 Traditiones Corbeienses には3回の記述がある。822年頃から826年頃までで詳細な日付は解らない。15世紀の写本だけが保存されている。1437年にこの町に都市権と市場開催権が与えられた。
ボーデンフェルデ近郊の塩井に関して最初の記述がなされ、コルヴァイ修道院に権利が譲渡された。この塩泉は中世初めから1680年まで製塩業に用いられた。1770年にガラス工場が設立された。町の収益構造は、長い間農業の他に製塩業に拠っており、ヴェーザー川の水運も一定の役割を演じた。三十年戦争で製塩所は破壊された。
ダッセル伯の時代、ボーデンフェルデは南西をヴェーザー川上流域に面した境界の町であった。伯はここに税関を設けた。1270年にボーデンフェルデはヴァームベック集落とともにブラウンシュヴァイク＝ヴォルフェンビュッテル侯領に売却された。
第二次世界大戦でボーデンフェルデは広範囲な破壊を免れた。この時代、1896年に設けられ、後にボーデンフェルデ炭焼き工場と称することになる炭焼き場で強制労働に就かされた。この工場ではタイヤを製造するためのカーボンを生産していた。1944年には、人口 2,072 人に対して約 350 人が炭焼き場の強制労働従事者であった。これは、オストアルバイター、オランダ人、イタリア人、フランス人で構成されていた。
1974年3月1日にヴァームベック、ニーノーファー（ニーノーファー、アメリート、ポリアーの集落を含む）、ボーデンフェルデが合併して、フレッケン・ボーデンフェルデとなった。

### 事件
2007年から2008年にボーデンフェルデの「黒い未亡人」事件が注目を集めた。売春業者の女（1939年生まれ）が1994年から2000年までの間に4回、交際相手を募集する広告を介して知り合った男性と結婚し、鎮静剤で抵抗力を奪った上、14歳年下の共犯者の男に結婚相手を窒息死させて、財産を手に入れていた。4件の殺人は特別凶悪犯罪と認定され、女は無期刑を宣告された。共犯の男は2007年8月27日に自分の行為を自白した。彼は、主犯の女に精神的に支配されていたと見なされ、3件の殺人に対してわずか12年の自由刑が言い渡された。
2010年11月21日、この町の森で13歳の少年と14歳の少女の死体が発見された。2日後にウスラー在住の26歳の男が逮捕され、2人を殺害したことを供述した。

## 行政

### 姉妹自治体
- シュピタール・アム・ピールン（オーストリア、オーバーエスターライヒ州）1977年[6]

### 紋章
ボーデンフェルデの紋章には、ダッセル伯統治下の時代を記憶に留めている。伯の紋章は（左右両側で合わせて）8つに枝分かれしたシカの角であるが、ボーデンフェルデの紋章には（1本で）4つに枝分かれしたシカの角が描かれている。

## 文化と見所
5年から6年ごとにボーデンフェルデでは歴史的な祭であるシュッテンホフが開催される。11月の第2週には毎年、教会開基祭が行われる。

## 経済と社会資本

### 交通
ボーデンフェルデはゾリング鉄道によってオットベルゲンおよびノルトハイムと、オーバーヴェーザー鉄道によってゲッティンゲンと結ばれている。この町に鉄道が通ったのは1878年であった。

### 学校
- ハインリヒ・ロート総合学校

## 引用
1. ↑  Landesamt für Statistik Niedersachsen, LSN-Online Regionaldatenbank, Tabelle A100001G: Fortschreibung des Bevölkerungsstandes, Stand 31. Dezember 2023
2. ↑  Kirstin Casemir, Franziska Menzel, Uwe Ohainski: Die Ortsnamen des Landkreises Northeim. In: Jürgen Udolph (Hrsg.): Niedersächsisches Ortsnamensbuch (NOB). Teil V, Verlag für Regionalgeschichte, Bielefeld 2005, ISBN 3-89534-607-1, pp. 60 - .
3. ↑  Volker Zimmermann [Hrsg.], Leiden verwehrt Vergessen : Zwangsarbeiter in Göttingen und ihre medizinische Versorgung in den Universitätskliniken, Wallstein-Verlag, Göttingen, 2007. ISBN 3-8353-0152-7. p. 149.
4. ↑  Pressemitteilung des Bundesgerichtshofes - DER SPIEGEL 3. Juli 2008 - DER SPIEGEL 28. Januar 2008
5. ↑  DER SPIEGEL 26. November 2010
6. ↑  ボーデンフェルデのインターネットサイト.